# Catecahassa
Catecahassa ou Black Hoof (Sabot noir) (né vers 1740 ; mort en 1831 à Wapakoneta dans l'Ohio) était le principal chef tribal des Amérindiens Shawnee de l'Ohio Country.

## Biographie
Membre de la branche Mekoche des Shawnees, Catecahassa était réputé pour avoir été un guerrier féroce durant les premières guerres entre les Shawnees et les colons anglo-américains. Ainsi Catecahassa affirmait avoir participé à la bataille de la Monongahela en 1755 pendant la guerre de Sept Ans, lorsque le général Edward Braddock fut vaincu bien qu'il ne soit pas prouvé que les Shawnees aient pris part à cette bataille.
Il existe peu de témoignages sur la vie de Black Hoof avant 1795. Il a probablement participé à la bataille de Point Pleasant pendant la guerre de Lord Dunmore contre la milice de Virginie en 1774. Pendant la guerre d'indépendance, il peut avoir participé au siège de Boonesborough en 1778, qui a été conduit par le chef amérindien Blackfish et aussi peu après à la défense du village Shawnee de Chalahgawtha en 1779. Pendant la guerre indienne du Nord-Ouest, Black Hoof a été vaincu par "Mad" Anthony Wayne. À la suite de l'échec de la confédération indienne, il s'est rendu en 1795.
Comme Michikinikwa de la tribu des Miamis, Catecahassa décida alors que les Amérindiens devaient s'adapter au mode de vie des blancs sous peine d'être décimés par les guerres. À la fin de sa vie, Catecahassa s’allia aux États-Unis et il réussit à empêcher la majorité de la nation Shawnee de participer à la guerre de Tecumseh qui devint ensuite la guerre de 1812.
Catecahassa s'est opposé à la politique de déportation des Amérindiens que le gouvernement des États-Unis a mis en place peu après la guerre de 1812. Il n'a signé aucun traité de déportation et a continué à diriger la nation Shawnee jusqu'à sa mort. Ce n'est qu'après sa mort que les Shawnees ont été finalement contraints d'émigrer vers l'ouest.